# Lubnów (powiat trzebnicki)

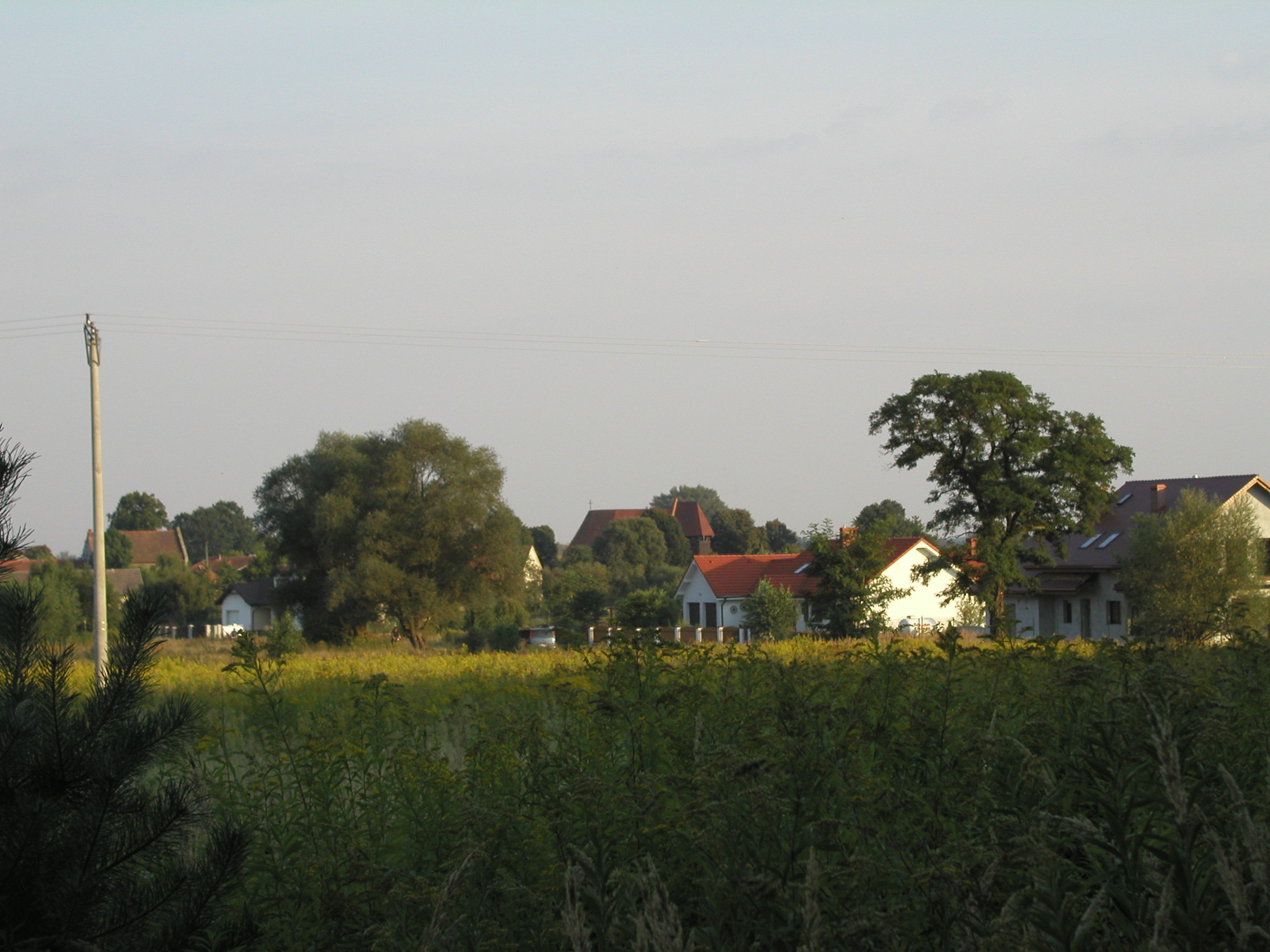
Widok

Lubnów (niem. Liebenau) – wieś w Polsce położona w województwie dolnośląskim, w powiecie trzebnickim, w gminie Oborniki Śląskie.
W latach 1975–1998 miejscowość należała administracyjnie do województwa wrocławskiego.

## Zabytki
Do wojewódzkiego rejestru zabytków wpisany jest:
- Kościół Świętej Trójcy w  Lubnowie, zabytkowy z końca XV w., koniec XIX w., filialny